# Chrysacris montanis
Chrysacris montanis is een rechtvleugelig insect uit de familie veldsprinkhanen (Acrididae). De wetenschappelijke naam van deze soort is voor het eerst geldig gepubliceerd in 1993 door Zhang, Zheng & Zhang.